# Список университетов и колледжей Хайнаня
Ниже приведен список университетов и колледжей провинции Хайнань (Китай).

## Обозначения
В статье используются следующие обозначения:
- Провинциальный: учебное заведение, управляемое властями провинции.
- Частный: частное учебное заведение.
- Независимый: независимое учебное заведение.
- Ω (национальные ключевые университеты[англ.]): университеты имеющие высокий уровень поддержки со стороны центрального правительства КНР.

## Университеты
| Название                                      | Китайское название | Год  | Тип            | Город  | Ссылка                     | Примечания                                    |
| --------------------------------------------- | ------------------ | ---- | -------------- | ------ | -------------------------- | --------------------------------------------- |
| Хайнаньский университет                       | 海南大学           | 1958 | Провинциальный | Хайкоу | http://www.hainu.edu.cn    | Ω (недоступная ссылка) участник «Проекта 211» |
| Хайнаньский педагогический университет        | 海南师范大学       | 1949 | Провинциальный | Хайкоу | https://www.hainnu.edu.cn/ | (недоступная ссылка)                          |
| Хайнаньский медицинский университет           | 海南医学院         | 1947 | Провинциальный | Хайкоу | https://www.hainmc.edu.cn/ |                                               |
| Цюнтайский педагогический колледж             | 琼台师范学院       | 2004 | Провинциальный | Хайкоу | http://www.qttc.edu.cn/    |                                               |
| Хайкоуский экономический университет          | 海口经济学院       | 1974 | Частный        | Хайкоу | http://www.hkc.edu.cn/     | (недоступная ссылка)                          |
| Хайнаньский тропический океанский университет | 海南热带海洋学院   | 1977 | Провинциальный | Санья  | http://www.qzu.edu.cn/     | (недоступная ссылка)                          |
| Университет Санья                             | 三亚学院           | 2004 | Частный        | Санья  | http://www.sanyau.edu.cn/  | (недоступная ссылка)                          |

## Колледжи
| Название                                                  | Китайское название   | Год  | Тип            | Город   | Ссылка                     | Примечания                                   |
| --------------------------------------------------------- | -------------------- | ---- | -------------- | ------- | -------------------------- | -------------------------------------------- |
| Хайнаньский профессионально-технический колледж           | 海南职业技术学院     | 2000 | Провинциальный | Хайкоу  | http://www.hcvt.cn/        | НМВПК                                        |
| Хайнаньский профессиональный колледж экономики и торговли | 海南经贸职业技术学院 | 1985 | Провинциальный | Хайкоу  | http://www.hnjmc.com/      | (недоступная ссылка)                         |
| Хайнаньский политико-правовой колледж                     | 海南政法职业学院     | 1990 | Провинциальный | Хайкоу  | http://www.hnplc.com/      |                                              |
| Хайнаньский колледж технологий и бизнеса                  | 海南工商职业学院     | 2004 | Частный        | Хайкоу  | http://www.hntbc.edu.cn/   | (недоступная ссылка)                         |
| Хайнаньский научно-технологический институт               | 海南科技职业学院     | 2007 | Частный        | Хайкоу  | http://www.hnkjedu.cn/     | (недоступная ссылка)                         |
| Саньяский городской профессиональный колледж              | 三亚城市职业学院     | 2001 | Частный        | Санья   | http://www.sycsxy.cn/      | (недоступная ссылка)                         |
| Саньяский институт авиации и туризма                      | 三亚航空旅游职业学院 | 2005 | Частный        | Санья   | http://www.hnasatc.edu.cn/ | Аффилирован (недоступная ссылка) с HNA Group |
| Саньяский технологический институт                        | 三亚理工职业学院     | 2009 | Частный        | Санья   | http://www.ucsanya.com/    | (недоступная ссылка)                         |
| Хайнаньский колледж иностранных языков                    | 海南外国语职业学院   | 1947 | Провинциальный | Вэньчан | http://www.hnflvc.com/     |                                              |
| Хайнаньский колледж программирования                      | 海南软件职业技术学院 | 1923 | Провинциальный | Цюнхай  | http://www.hncst.edu.cn/   | (недоступная ссылка)                         |